# NGC 5447
NGC 5447 — часть галактики в созвездии Большая Медведица.
Этот объект входит в число перечисленных в оригинальной редакции «Нового общего каталога».